# Просопоморфни поклопци
Просопоморфни поклопци (од грч. προσωρον - лице) су култни објекти јединственог облика, значења и функције, керамички цилиндрични или конични поклопци у облику људског и/или животињског лица, који нису имали практичну намену.
На сваком поклопцу препознаје се лице, нос и уши и посебно изразито и рељефно моделоване очи.
Током неолита се јављају у Винчанској култури. У овој култури просопоморфни поклопци су украшени урезаним геометријским орнаментом, најгушће на лицу, а теме и потиљак су понекад без украса. Мотиви су шрафирани троуглови, цик-цак линије, меандар испуњен убодом и сл.
Димензије су између 7 и 15 cm, а пошто се повезују са амфорама, претпоставља се да одговарају онима димензија од 20 до 40 cm.